# Naja oxiana

## Taxonomía
La cobra de Asia Central (Naja oxiana) fue descripta, por vez primera, por Eichwald, en 1831, clasificándola dentro del género Tomyris, otorgándole el binomial Tomyris oxiana. Sin embargo, en 1868, entendiendo que el trabajo de Eichwald era erróneo, Strauch la ubica en el género Naja bajo la clasificación Naja oxiana. Más adelante, otros zoólogos y herpetólogos, discienten con el trabajo de Strauch y varían su clasificación, aunque sin retirarla del género; así, Boulenguer, la entiende como una subespecie de la Naja tripudians, y la denomina como Naja tripudians caeca (1896), mientras que, por su parte, Stejneger la entiende como una subespecie de la Naja naja, clasificándola como Naja naja oxiana (1907).En el presente, y a partir de la reclasificación realizada por Welch a finales del siglo XX, adquiere nuevamente el rango de especie con el nombre de Naja oxiana, dado originalmente por Strauch.

## Descripción
Esta especie de serpiente alcanza una longitud de entre 1 metro a 1.50, dificultosamente sobrepasando tales tallas. La tonalidad del cuerpo es de un pardo claro, distribuido de manera uniforme uniforme, sin embargo, se han encontrado individuos que presentan colores café, chocolate e, incluso, amarillento. Algunos individuos, en casos bastante infrecuentes, conservan la coloración de su etapa juvenil. La capucha, característica de todas las especies de cobra, no presenta manchas ni marcas de ningún tipo, como si observamos en otras Naja, como la más conocida Naja naja.
Los ejemplares jóvenes poseen tonalidades extremadamente pálidas, y comparándolos con los individuos en fase adulta, son mucho menos atractivos.

## Distribución geográfica
El área de dispersión natural de la Naja oxiana se extiende por Uzbekistán, Tayikistán, Turkmenistán, Kirguistán, la Cachemira pakistaní, Afganistán, India e Irán.

## Toxicidad
Esta especie es de una alta toxicidad, siendo su mordida responsable de múltiples muertes humanas en el territorio donde se encuentran dispersas.